# Gut Wolfshoven

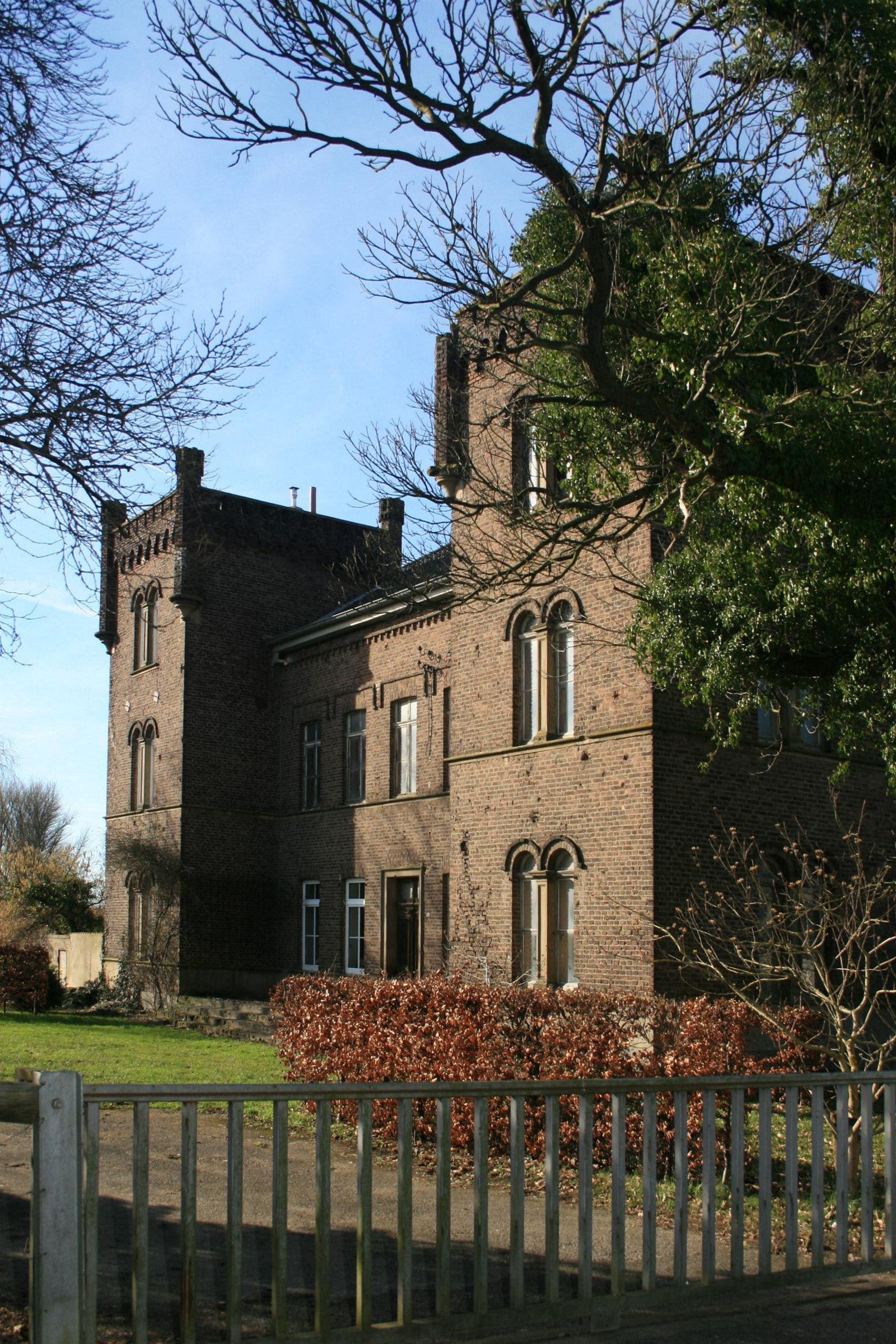
Herrenhaus von Gut Wolfshoven

Das Gut Wolfshoven ist ein altes herrschaftliches Anwesen im Ortsteil Stetternich der nordrhein-westfälischen Stadt Jülich. Sein Herrenhaus aus dem 19. Jahrhundert blieb bis heute nahezu unverändert. Wegen seiner zwei zinnenbewährten Türme wird das Gut im Volksmund auch Burg Wolfshoven genannt. Die Anlage steht seit dem 12. Januar 1987 unter Denkmalschutz.

## Geschichte
Das Gut wurde 1526 erstmals urkundlich erwähnt. Zu jener Zeit gehörte es dem Jülicher Schöffen und zeitweiligen Bürgermeister Kyrstgen van der Heggen, der es von einem Pächter bewirtschaften ließ. Vermutlich durch Erbschaft an die Familie Weyerstraß gelangt, verkaufte diese es anschließend an den Jülicher Zöllner Kaspar Sengel. Dessen Tochter Adelheid brachte das Anwesen ihrem Mann Bartholomäus Lövenich zu.
1663 war das Gut so stark verschuldet, dass es versteigert wurde. Neue Eigentümer wurden die Eheleute Peter von Mercken und Maria von Lövenich, die es noch im gleichen Jahr für 1200 Reichstaler an den Jülicher Schultheißen Peter Codonaeus und dessen Frau Regina Jansen verpfändeten. Die Familie Codonaeus beanspruchte für Gut Wolfshoven den Status eines Rittergutes und damit die Befreiung von Steuerabgaben, was zu einem lang andauernden Streit mit der Gemeinde Stetterich führte, welche die Steuerbefreiung nicht anerkannte. Die Auseinandersetzung endete im Jahr 1748 schließlich ein einem Vergleich: Stetterich erhielt zwar keine Steuern, konnte den Gutshof aber für nur 350 Reichstaler von der Witwe Maria Josepha Constantia Proff, geborene Codonaeus, erwerben.
Die Gemeinde verpachtete die Äcker an ansässige Bauern und veräußerte das Gut samt Vorhof ohne den dazugehörigen Wald und die Wiesen an zwei Eremiten, Johannes Leusch und Peter Zimmermann. Nachdem die von einem Wassergraben umgebene Anlage aber bei einem Erdbeben stark beschädigt worden war, wurde sie an den Stetternicher Caspar Stein verkauft. Er baute die Einsiedelei wieder auf und wurde 1778 selbst Eremit.
Ein Feuer zerstörte im Jahr 1800 die Stetternicher Kirche samt Pastorat. Der Pfarrer fand auf Gut Wolfshoven vorübergehend eine Wohnung, bis ein neues Pfarrhaus gebaut worden war. 1822 wurde das Gut bei einer Versteigerung von dem Jülicher Kaufmann Herbert Kaiser erworben. Nach dem Tod des Eigentümers 1833 verkaufte es sein Schwiegersohn Gottfried Baumeister an den Jülicher Kaufmann Bernhard Wilhelm Grünewald. Dessen Sohn Carl, ein Textil- und Tuchfabrikant, ließ 1858 das heutige Herrenhaus und die Wirtschaftsgebäude auf einer Anhöhe oberhalb der Einsiedelei errichten. Diese diente fortan als Wohnung des Gärtners. Der Bauherr wählte für den Neubau des Herrenhauses eine Architektur, die ab Mitte des 19. Jahrhunderts beim aufstrebenden Bürgertum in Mode war. Mit seinem repräsentativen Landsitz wollte Grünewald die Lebensform des Adels kopieren, doch der Neubau blieb nicht lange in seinem Besitz. Schon 1869 erfolgte der Verkauf an den Hückelhovener Landwirt Heinrich Walther Blancke, der bereits seit einigen Jahren Pächter des Hofs gewesen war. Er veräußerte ihn im Jahr 1885 an Peter Walther Blancke, der das Anwesen wiederum nur drei Jahre später an den Düsseldorfer Jacob Jordan weiterverkaufte.
Jordan blieb nur zwei Jahre lang Eigentümer, dann kam es 1890 zum Verkauf an die Düsseldorfer Familie Ohde, die Gut Wolfshoven nach nur vier Jahren an Paul Lüttgenau aus Düsseldorf weiterveräußerte. Lüttgenau ließ die Einsiedelei 1899 abreißen, ihre Fundamente sind aber heute noch etwa 200 Meter südlich des Guts erhalten. Vor dem Zweiten Weltkrieg wurde das Gut von dem Studienrat Peter Remark bewohnt, von dem es an Edith Daniels kam.
1956 ging Gut Wolfshoven in Staatsbesitz über und diente nachfolgend als Obdachlosenasyl. Seit 1969 gehört der Gutshof Hans van Sloun.

## Beschreibung
Gut Wolfshoven ist eine vierflügelige Hofanlage mit einem Herrenhaus an der Südostseite. Früher grenzte einmal ein wahrscheinlich als Landschaftsgarten gestalteter Park an die Gebäude, von ihm sind aber nur noch geringe Reste vorhanden.

### Wirtschaftsgebäude

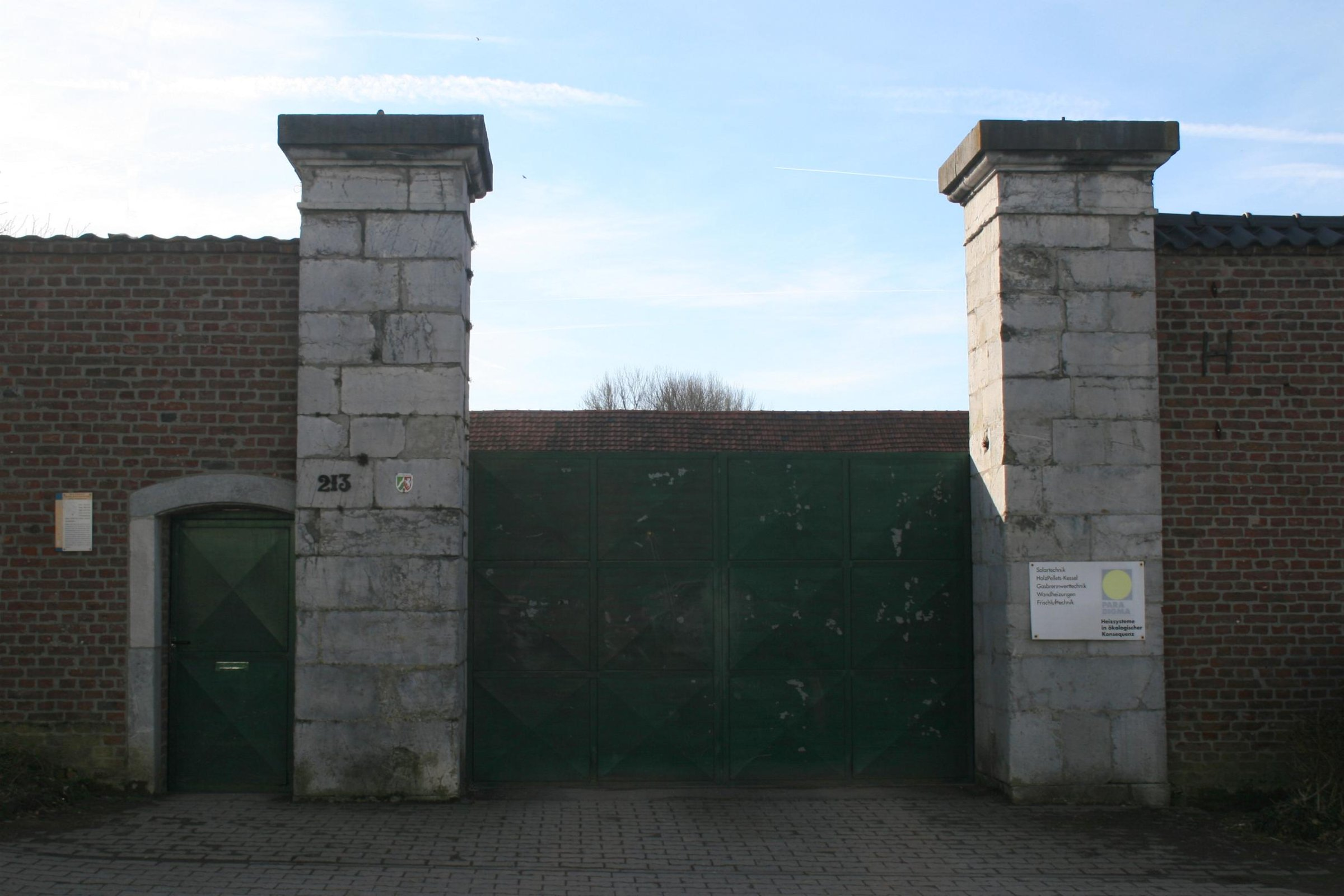
Toreinfahrt mit Spolien der Festung Jülich

Der dreiflügelige Wirtschaftshof wird zur Straße hin durch eine hohe Backsteinmauer abgeschlossen. Sie gehört zur wenigen Bausubstanz, die noch original aus dem 19. Jahrhundert stammt. Die übrigen Partien der Wirtschaftsgebäude sind modern erneuert. In der Mitte der Mauer befindet sich eine große Toreinfahrt, die von zwei wuchtigen Blausteinpfeilern flankiert wird. Bei diesen handelt es sich um Spolien aus der 1860 geschleiften Festung Jülich. Zwei Hofflügel bestehen aus einer Scheune und einem Unterstellplatz an der Nordostseite sowie einer Scheune und einer Garage an der südwestlichen Seite des Hofgevierts. Die dritte Seite wird von einer weiteren Scheune eingenommen, die zum Teil mit Backstein verkleidet ist.

### Herrenhaus
Das zweigeschossige Herrenhaus mit Mauerwerk aus Ziegeln ist von einem einfachen Walmdach abgeschlossen. Sein Baujahr kann durch Maueranker in Form der Jahreszahl 1858 genau datiert werden. Seine Schmalseiten sind durch Fenster in zwei Achsen unterteilt, während die zum Hof zeigende Längsseite siebenachsig ist. Deren Mittelachse ist risalitartig ausgebildet. Das Traufgesims wird an dieser Seite von gusseisernen Konsolen getragen. Insgesamt zeigt die Hoffassade die typischen Merkmale einer Wohnhausarchitektur aus der Zeit des Klassizismus.
Die Schaufassade des Herrenhauses ist die zum Garten zeigende Seite. Sie orientiert sich unterdessen stilistisch an der Burgenarchitektur des Mittelalters. An den Ecken stehen quadratische Türme mit drei Geschossen und gekuppelten Rundbogenfenstern mit Mittelpfeiler. 
Ihren oberen Abschluss bildet ein vorkragender Zinnenkranz über einem gemauerten Rundbogenfries. Die beiden Ecktürme flankieren eine breite Freitreppe die zu einem Eingang in der Mitte der fünfachsigen Fassade führt. Diese wird durch zwei Brüstungsgesimse horizontal gegliedert. Im Obergeschoss finden sich stichbogige Fensteröffnungen, darüber wieder ein Traufgesims, das diesmal von akanthusverzierten Konsolen aus Terrakotta getragen wird.
Die Innenwände des Gebäudes bestehen aus Fachwerk mit ausgemauerten Gefachen. Die Höhe des Erdgeschosses beträgt 3,85 Meter, während das Obergeschoss 3,75 Meter hoch ist. Der Keller besitzt Tonnengewölbe. In den Räumen sind zum Teil noch Stuckdecken erhalten. Die Zimmer sind symmetrisch um einen axialen Flur mit anschließendem Treppenhaus angeordnet. Der Fußbodenbelag des Flures im Erdgeschoss besteht aus Blaustein sowie hellem und rötlichem Marmor.